# Ado
Ado ist ein männlicher Vorname und ein Familienname.

## Herkunft und Bedeutung
Für den Namen Ado kommen verschiedene Herleitungen in Frage:
- Variante von Addo[1] und damit eine Kurzform verschiedener Namen, die das germanische Element adal „edel“ beinhalten[2]
- estnische Variante von Aadam oder Aadolf[3]
- italienische männliche Form von Ada[4]
- slowakischer Diminutiv von Adam[5]

## Namensträger

### Vorname
- Ado (Mönch) (um 400), buddhistischer Mönch und Klostergründer
- Ado (Friaul) († 695), Herzog von Friaul
- Ado von Vienne (799–875), Erzbischof und Heiliger
- Ado (Akwamu) (reg. 1689–1702) König der Akwamu im heutigen Ghana
- Ado Grenzstein (1849–1916), estnischer Lyriker
- Ado Reinvald (1847–1922), estnischer Lyriker
- Ado Vabbe (1892–1961), estnischer Maler, Graphiker und Kunstpädagoge
- Ado Kraemer (1898–1972), deutscher Schachkomponist
- Ado Riegler (1906–1988), deutscher Schauspieler
- Ado Broodboom (1922–2019), niederländischer Jazzmusiker
- Ado Schlier (* 1935), deutscher Moderator
- Ado Gegaj (* 1958), bosnisch-herzegowinischer Sänger
- Ado Kojo (* 1983), deutscher R&B-Sänger
- Ado Onaiwu (* 1995), japanischer Fußballspieler

### Künstlername
- Ado (Fußballspieler) (Eduardo Roberto Stinghen; * 1946), brasilianischer Fußballspieler
- Ado (Sängerin); * 2002, japanische Vocaloid- und J-Pop-Sängerin

### Familienname
- Gadi Ado (* 1940), ugandischer Leichtathlet
- Igor Dmitrijewitsch Ado (1910–1983), russischer Mathematiker

### Firmenname
- ADO Goldkante, deutsche Gardinenmarke
- ADO Properties